# 法立寺 (足立区)
法立寺（ほうりゅうじ）は、東京都足立区谷中にある日蓮宗の寺院。山号は常住山。旧本山は島根国土安穏寺、達師法縁（繁珠会）。

## 歴史
明応年間（1492年－1500年）頃、起応院道閑日法居士（河合平内左衛門尉、明応2年（1493年）没）が開基の持仏堂が起源。江戸時代初期、法寿院日立（平賀本土寺の日慧の弟子、寛永7年（1630年）没）を開山に創建された。現在の本堂は大正11年（1922年）再建されたものである。

## 人物
- 渡邊寶陽　元立正大学学長 - 元法立寺住職

## 伽藍
- 本堂
- 檀信徒会館

## 交通アクセス
- 北綾瀬駅より徒歩2分（経路案内）

## 参考資料
- 日蓮宗寺院大鑑編集委員会『宗祖第七百遠忌記念出版 日蓮宗寺院大鑑』大本山池上本門寺 (1981年)
- ブックレット足立風土記
- 「久右衛門新田 法立寺」『新編武蔵風土記稿』 巻ノ137足立郡ノ3、内務省地理局、1884年6月。NDLJP:763997/60。

## 関連資料
- 足立区仏教会資料
- 日蓮宗新聞 2007年6月10日